# Youssoufia (Argélia)
Youssoufia (em árabe: اليوسوفية), anteriormente Oued Gherga, é uma comuna localizada na província de Tissemsilt, Argélia. Sua população estimada em 2008 era de 2 254 habitantes.